# Aragona di Ribagorza
Gli Aragona di Ribagorza furono una famiglia nobile catalana, ramo cadetto della dinastia reale di Casa d'Aragona. Possedettero i titoli di Conti di Ribagorza, Conti di Empúries, Conti di Prades, Duchi di Gandía e Marchesi di Villena.

## Storia

### Origini

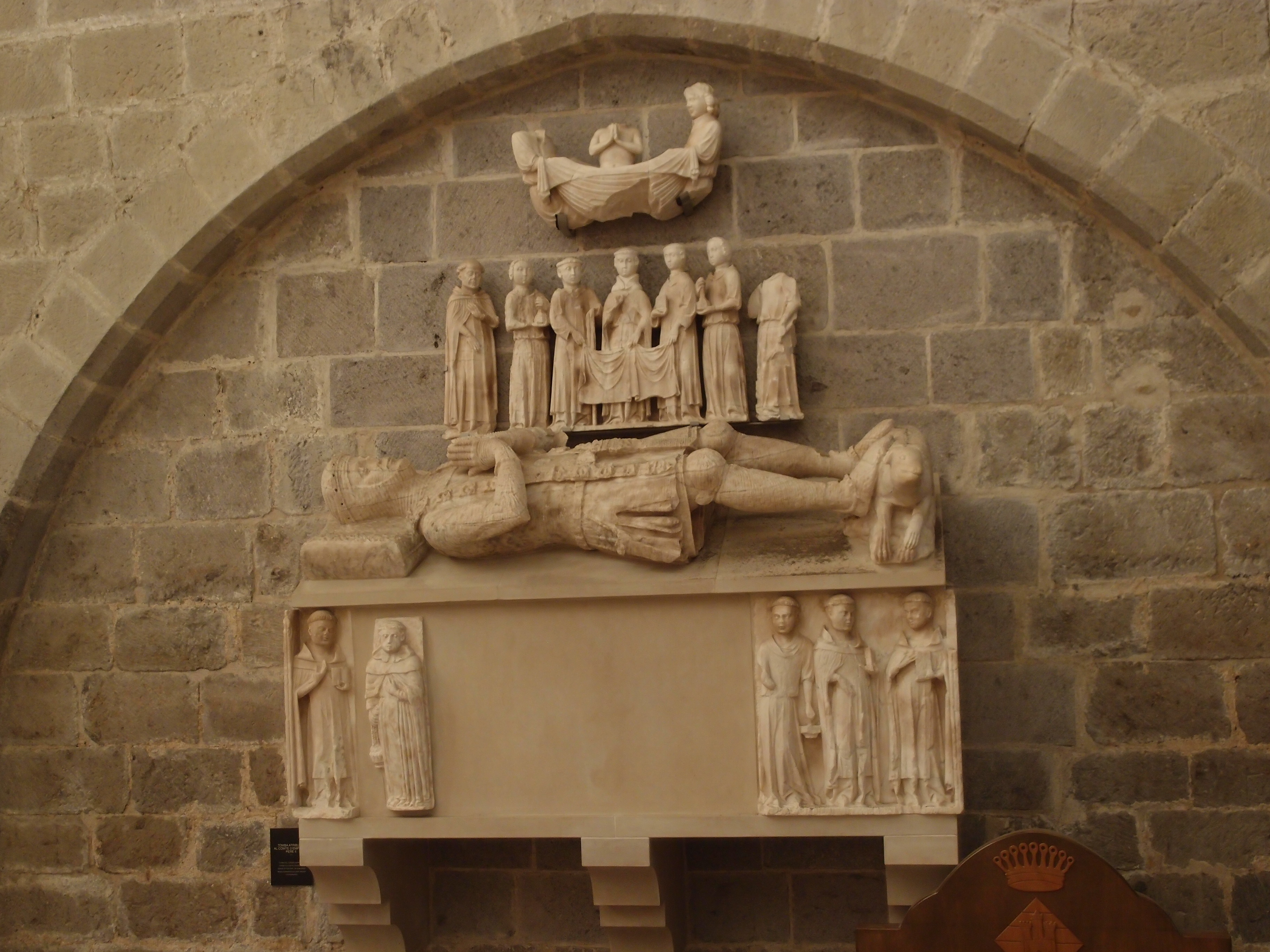
Il gisant di Pietro IV di Ribagorza nel castello di Empúries

La Contea di Ribagorza, in Catalogna, fu assegnata dal re Giacomo II d'Aragona al figlio Pietro (1305-1381), siniscalco di Catalogna, per privilegio dato il 20 maggio 1322. Gli furono assegnate anche le signorie di Dénia e di Gandía, nel Regno di Valencia, e nel 1325, ricevette dal padre anche la Contea di Empúries, appartenuta ad Ugo di Cardona, che nel 1341 permutò con la Contea di Prades, appartenuta al fratello Raimondo Berengario. Nel 1331 sposò Giovanna di Foix-Béarn, figlia del Conte Gastone I, da cui ebbe quattro figli, Alfonso, Eleonora, Giovanni e Giacomo.

### Alfonso di Ribagorza

Stemma di Alfonso IV di Ribagorza, duca di Gandia

Il primogenito Alfonso (1332-1412), ereditò la Contea di Ribagorza, mentre l'altro figlio maschio, Giovanni (1335-1414), ereditò la Contea di Prades. L'ultimogenito, Giacomo (1341-1396), fu vescovo di Tortosa e di Valencia.
Nominato Conte di Dénia dal padre nel 1355, Alfonso servì il conte Enrico di Trastámara nella guerra che lo vide opposto al fratellastro il re Pietro I di Castiglia, conclusasi nel 1369 con l'uccisione di questi e l'insediamento al trono del Regno di Castiglia e León; per i suoi servigi, il Trastámara, nuovo sovrano castigliano, nel 1366 gli aveva assegnato la signoria di Villena con il titolo di marchese; il re Enrico III di Castiglia, nel 1382 lo nominò Connestabile di Castiglia; il re Martino I d'Aragona, con privilegio dato il 25 aprile 1399, lo investì del titolo di Duca di Gandía. Alla morte di Re Martino nel 1410, fu uno dei cinque pretendenti alla sua successione al trono. Sposato con la nobildonna Violante Jiménez, figlia di Gonzalo Diaz, signore della baronia di Arenós, procreò sette figli.

### Estinzione
Successore di Alfonso a Duca di Gandía e Conte di Ribagorza fu il figlio omonimo Alfonso (1358-1425), mentre gli altri figli maschi viventi, Giacomo e Pietro, furono rispettivamente Barone di Arenós e Marchese di Villena. Sostituì il padre come pretendente nella successione al trono della Corona d'Aragona, che si concluse nel 1412 con il Compromesso di Caspe, a seguito del quale fu decisa la designazione del principe castigliano Ferdinando di Trastámara a Re della Corona d'Aragona. Il Duca Alfonso fu sposato due volte, la prima con la principessa Maria di Navarra, figlia del Re Carlo, e, la seconda con la nobildonna Aldonza March Vilarig, figlia di Giovanni, ma da nessuna delle due unioni ottenne discendenza legittima. Con lui si estinse il ramo principale della famiglia, e morto nel 1425, la Contea di Ribagorza ritornò alla Corona d'Aragona, mentre il Ducato di Gandia andò ad Ugo III di Cardona.

## Rami cadetti
Da Giovanni d'Aragona, figlio terzogenito del Conte Pietro, derivò il ramo dei Conti di Prades; fu padre di Pietro († 1395) e di Giacomo († 1408). Giacomo di Prades, giunse in Sicilia al seguito di Martino il Giovane, e fu Gran connestabile della Corona d'Aragona, governatore di Catania e luogotenente nel Val di Mazara, e possedette le signorie di Caccamo, di Alcamo, di Calatafimi, di Sclafani e di Sortino. Sposato con la nobildonna siciliana Giovanna Moncada Peralta, figlia di Matteo, conte di Agosta, e poi con la cugina Eleonora d'Aragona Ximénez, figlia dello zio paterno il Duca Alfonso, non lasciò discendenza maschile.
Pietro d'Aragona e Arenós (1362-1385), figlio quintogenito di Alfonso, duca di Gandía e conte di Ribagorza, nel 1374 sposò Giovanna Enriquez, figlia naturale del re Enrico II di Castiglia, e in quell'anno il padre gli donò il titolo di Marchese di Villena. Milite al servizio della Corona castigliana, morì nella battaglia di Aljubarrota del 1385 contro i Portoghesi, e lasciò tre figli, Enrico, Alfonso ed Eleonora.
Enrico di Villena (1384-1434), detto l'Astrologo, letterato e appassionato di scienze, fu signore di Iniesta e Gran maestro dell'Ordine militare di Calatrava; sposò Maria di Albornoz, figlia di Giovanni, signore di Albornoz, da cui non ebbe discendenti legittimi. Con lui si estinse il subramo dei Marchesi di Villena, e fu anche l'ultimo discendente maschile dell'intera dinastia aragonese. Il marchese Pietro di Villena ebbe anche un figlio bastardo, Galvano († 1424), che fu signore di Ayora e Cortés, e lasciò discendenza.

## Genealogia
|                      |                      |                           |                           | | |                                                                                     |                                                                                     |                    |                    |                                                        |                                                               |                            |                            |                                                                |                                                                |                                                       |                                                       |
|                      |                      |                           |                           | | |                                                                                     |                                                                                     |                    |                    |                                                        | Pietro, conte di Ribagorza (1305-1381) Giovanna di Foix-Béarn |                            |                            |                                                                |                                                                |                                                       |                                                       |
|                      |                      |                           |                           | | |                                                                                     |                                                                                     |                    |                    |                                                        |                                                               |                            |                            |                                                                |                                                                |                                                       |                                                       |
|                      |                      |                           |                           | | |                                                                                     |                                                                                     |                    |                    |                                                        |                                                               |                            |                            |                                                                |                                                                |                                                       |                                                       |
|                      |                      |                           |                           | | | Alfonso, duca di Gandía e conte di Ribagorza (1332-1412) Violante Jiménez de Arenós | Alfonso, duca di Gandía e conte di Ribagorza (1332-1412) Violante Jiménez de Arenós |                    |                    | Eleonora (1333-1416) Pietro I di Cipro                 | Eleonora (1333-1416) Pietro I di Cipro                        |                            |                            | Giovanni, conte di Prades (1335-1414) Sancha Ximénez di Arenós | Giovanni, conte di Prades (1335-1414) Sancha Ximénez di Arenós | Giacomo, vescovo di Tortosa e di Valencia (1341-1396) | Giacomo, vescovo di Tortosa e di Valencia (1341-1396) |
|                      |                      |                           |                           | | |                                                                                     |                                                                                     |                    |                    |                                                        |                                                               |                            |                            |                                                                |                                                                |                                                       |                                                       |
|                      |                      |                           |                           | | |                                                                                     |                                                                                     |                    |                    |                                                        |                                                               |                            |                            |                                                                |                                                                |                                                       |                                                       |
| Giovanni († infante) | Giovanni († infante) | Giacomo, barone di Arenós | Giacomo, barone di Arenós | Alfonso, duca di Gandía e conte di Ribagorza (1358-1425) I Maria di Navarra, II Aldonza March Vilarig | Alfonso, duca di Gandía e conte di Ribagorza (1358-1425) I Maria di Navarra, II Aldonza March Vilarig | Pietro, marchese di Villena (1362-1385) Giovanna Enriquez                           | Pietro, marchese di Villena (1362-1385) Giovanna Enriquez                           | Bianca († infante) | Bianca († infante) | Giovanna († 1442) Giovanni Raimondo Folch I de Cardona | Giovanna († 1442) Giovanni Raimondo Folch I de Cardona        | Eleonora Giacomo di Prades | Eleonora Giacomo di Prades | (ramo di Prades)                                               | (ramo di Prades)                                               |                                                       |                                                       |
|                      |                      |                           |                           | | |                                                                                     |                                                                                     |                    |                    |                                                        |                                                               |                            |                            |                                                                |                                                                |                                                       |                                                       |
|                      |                      |                           |                           | | |                                                                                     |                                                                                     |                    |                    |                                                        |                                                               |                            |                            |                                                                |                                                                |                                                       |                                                       |
|                      |                      |                           |                           | | | (ramo di Villena)                                                                   |                                                                                     |                    |                    |                                                        |                                                               |                            |                            |                                                                |                                                                |                                                       |                                                       |